# Alfredo Reinado
Alfredo Alves Reinado, de vegades escrit Reinhado (?, 11 de novembre de 1968 - Dili, 11 de febrer de 2008) fou un militar timorès, major de les Forces de Defensa de Timor Oriental (F-FDTL).
Desertà el 4 de maig de 2006 per unir-se a aproximadament 600 soldats que foren expulsats el març de 2006 després de queixar-se de la discriminació regional en les promocions, fent així esclatar la crisi de Timor Oriental de 2006. Reinado fou un dels líders dels soldats rebels, i el desertor de grau més elevat.
L'11 de febrer de 2008, el portaveu de l'exèrcit timorès, el major Domingos da Câmara afirmà que Reinado morí durant els atacs coordinats contra el Primer Ministre Xanana Gusmão i el President Ramos-Horta. El funeral de Reinado, al qual van assistir centenars de persones, va transcórrer de forma pacífica el 14 de febrer a Dili. El paper d'Alfredo Reinado com a líder dels rebels fou substituït pel lloctinent Gastão Salsinha. L'autòpsia revelà que Reinado fou disparat al darrere del cap des d'una distància propera, portant a l'especulació que se l'havia executat en comptes de disparat durant la confrontació.